# Bundesstraße 87n
Pour les articles homonymes, voir Route 87.
La Bundesstraße 87n  est un projet de Bundesstraße dans le Land de Thuringe.
La route doit conduire de la ville de Meiningen à la frontière des Länder de Hesse et de Thuringe, près de Tann, sur la Rhön. Elle est controversée pour des raisons de protection de la nature.

## Projet
L'itinéraire devait à l'origine se dérouler dans une direction ouest-est à la sortie de Fulda-Mitte de la Bundesautobahn 7 et passer par Tann à travers la Rhön pour finir à la Bundesstraße 19 près de Walldorf et poursuivre avec la B 19 jusqu'à Meiningen. L'itinéraire est divisé en tronçon 1 : Hesse (21 km), tronçon 2 : traversée de la Rhön (16 km) et tronçon 3 : Thuringe (20 km). Des voies de dépassement étaient prévues sur des pentes et un tunnel de 2,1 km à travers le Weidberg entre Unterweid et Oberweid pour le franchissement de la Rhön.
Afin de protéger la réserve de biosphère de la Rhön, la B 87n est prévue autant que possible en prolongeant la route existante Landesstraße 1124 sans traverser la ville. La Bundesstraßee devrait mener de Meiningen avec la Bundesstraße 19 à Walldorf, laissant la B 19 à travers la vallée de la Herpf jusqu'à Herpf et de là jusqu'à Kaltensundheim. La B 87n suit un itinéraire commun avec la Bundesstraße 285 après Kaltennordheim jusqu'à Zella/Rhön, où elle se sépare de la B 285 et mène à la frontière du Land de Hesse à Tann. Il y a une connexion à la Bundesstraße 278.
Dans le Plan fédéral d'infrastructure de transport 2030, le B 87n est classé comme une exigence supplémentaire. Cette planification concerne cinq sous-projets dans le tronçon Meiningen–Frontière Hesse/Thuringe–Bundesstraße 278 avec une longueur d'extension de 17,9 km et des coûts d'investissement de 76,4 millions d'euros. Une nouvelle ligne à trois voies relie Meiningen à Walldorf (avec la B 19) puis entre Melkers et Rippershausen jusqu'à Herpf et Stepfershausen (9,3 km). De plus, seuls des contournements pour Oberkatz (2 km), Kaltennordheim (4,2 km) et Diedorf (2,4 km) sont prévus.

## Histoire
En 1996, les Länder de Hesse et de Thuringe décident de relier les zones économiques de Meiningen et Fulda à une Bundesautobahn en tant que "Rhönschnellweg" à deux voies (B 87n). En raison de la division de l'Allemagne, il n'y a pas eu de liaison routière efficace entre le sud de la Thuringe et l'est de la Hesse pendant la réunification allemande. Une extension précédemment prévue de l'A 66 à l'A 71 près de Meiningen n'est pas poursuivie. Des problèmes surviennent en raison du terrain infranchissable dans le "Hohe Rhön" et la réserve de biosphère de Rhön.
La B 87n devrait relier Fulda et Meiningen avec un itinéraire de 57 km et améliorer considérablement la connexion du sud de la Thuringe à la région métropolitaine de Francfort-sur-le-Main. Elle fut classée comme un besoin urgent avec un mandat spécial de planification de la conservation de la nature dans le Plan fédéral des itinéraires de transport 2003 et dans le processus d'aménagement du territoire à partir de 2006. En janvier 2013, le ministère fédéral des Transports rejette l'itinéraire, en particulier du côté de la Hesse par Tann en raison de problèmes de conservation de la nature et arrête la planification de la route fédérale. La construction devait initialement démarrer en 2012 puis en 2015 au plus tôt. Le tronçon Fulda–Tann est finalement abandonné.

## Source
- (de) Cet article est partiellement ou en totalité issu de l’article de Wikipédia en allemand intitulé « Bundesstraße 87n » (voir la liste des auteurs).

1. ↑  (de) « ENTSCHEIDUNG! Bundesstraße B 87n nach Meiningen über Hofbieber & Lahrbach », sur Osthessen News, 2006 (consulté le 8 mars 2023)
2. ↑  (de) « Zwei Länder und zwei Meinungen », sur Fuldaer Zeitung, 2013 (consulté le 8 mars 2023)